# ۱۴۱۹ (میلادی)
۱۴۱۹ (میلادی) هزار و چهارصد  و نوزدهمین سال تقویم میلادی است.

## درگذشتگان
‎